# Blaise d'Ostende-à-Arlon
Blaise d'Ostende-à-Arlon est un pseudonyme collectif attribué selon certaines sources à plusieurs généalogistes tels que,: Willy van Hille (1904-1993), Octave le Maire (1894- Bruxelles, 17 septembre 1970) et Frédéric Collon (1892-1983). Les études Noblesse belge d'aujourd'hui parue en 1967 et Noblesse belge d'apparence parue en 1968 qui leur sont attribuées furent diversement appréciées.

## Appréciation critique
Ainsi que l’écrit le généalogiste Hervé Douxchamps dans Le Parchemin dans son introduction aux « Quarante familles belges les plus anciennes subsistantes » au sujet de Noblesse belge d'aujourd'hui, œuvre de Blaise :
Pamphlet se permettant, sous le voile de l’anonymat, des impertinences qu’un historien ne peut se permettre, mais c’est la loi du genre. A part cela, Blaise assène parfois certaines vérités dignes d’être prises en considération, tout en se montrant curieusement ignare dans d’autres cas. Semble mieux au fait des familles du Nord que de celles du Sud du pays. Bien qu’il soit de bon ton, dans les milieux généalogiques sérieux, de s’abstenir de citer ce genre de littérature, nous nous permettrons d’y recourir avec discernement pour l’une ou l’autre famille.